# Giuseppe Cesetti
Giuseppe Cesetti (Tuscania, 10 marzo 1902 – Tuscania, 19 dicembre 1990) è stato un pittore italiano.

## Biografia
Nacque in una famiglia di contadini e visse nel paese in provincia di Viterbo tutta l'infanzia per poi partire per visitare tutte le bellezze culturali d'Italia e non solo.
Tra il 1927 e il 1930 viaggiò tra Como e Firenze per esporre le sue prime opere, dove alcuni artisti tra cui Libero Andreotti, Romano Romanelli, Ottone Rosai, Ugo Ojetti comprarono alcuni dei suoi dipinti.
Tra il 1931 e il 1934 partecipò alla Quadriennale di Roma e alla Biennale di Venezia.
Dal 1935 al 1937 visse a Parigi facendo amicizia con molti pittori dell'epoca come Giorgio de Chirico, Filippo de Pisis  e Antonio Aniante.
Dopo la seconda guerra mondiale, insieme a Bonaventura Tecchi, sistemò tutto ciò che la guerra aveva portato via al territorio della Tuscia.
Dal 1955 al 1958 ritornò a vivere a Parigi per poi ritornare in Italia tra Roma e Venezia, facendo così per tutti gli anni sessanta.
Nel 1971 si trasferì nel suo paese natale, Tuscania, dopo il terremoto, e vi rimase fino alla sua morte dipingendo nel suo casale a Montebello, frazione di Tuscania.
Morì il 19 dicembre 1990

## Opere principali
- Galline
- La venere etrusca
- Fantini
- Cavalli
- Natura morta con vasetti
- Vaso di fiori
- Natura morta
- Meriggio a Tuscania
- Autoritratto
- Cinque cavalli al pascolo
- Tre fantini
- Pascolo Maremmano
- Tre cavalli stotto i lecci
- Due fantini
- Cavallo con cielo rosa
- Lecci e cavalli
- Mucca con vitello
- Mucche al pascolo
- Natura morta su paesaggio
- Panorama di Como visto da Villa Molteni
- Natura morta con cavallino
- La tavola e i cavalli
- Natività
- Toscana
- Due buoi in Maremma